# Aşağı Surra
Aşağı Surra är en ort i Azerbajdzjan.   Den ligger i distriktet Nefttjala, i den sydöstra delen av landet, 130 kilometer sydväst om huvudstaden Baku. Antalet invånare är 4 338.
Terrängen runt Aşağı Surra är mycket platt. Närmaste större samhälle är Salyan, 13,0 kilometer norr om Aşağı Surra.
Trakten runt Aşağı Surra består till största delen av jordbruksmark. Runt Aşağı Surra är det ganska glesbefolkat, med 47 invånare per kvadratkilometer.